# Пиерлуиджи Колина
Пиерлуиджи Колина (на италиански: Pierluigi Collina) е италиански футболен съдия. Роден е на 13 февруари 1960 г. и е висок 188 см.
Той е единственото дете в семейството си. Баща му Елия е правителствен чиновник, а майка му Лусиана е начална учителка. След завършване на училище Пиерлуияж следва в университета в Болоня и през 1984 г., като е дипломиран икономист с най-висок успех във випуска. От 1991 г. живее във Виареджо, където е финансов съветник в местната община. Колина е женен за Джани и е баща на две момичета – Романа и Каролина. Като малък играе футбол в църковния отбор в Болоня „Дон Орионе“, като на 15 години преминава в „Палавичини“. В този състав се състезава, като централен защитник и е интересно, че няколко пъти получава червени картони за груба игра. Впоследствие негов съученик го насочва към съдийството и той изкарва съдийски курс през 1977 г. Само за три сезона том достига до най-високото регионално равнище. След като изкарва казарма през 1987 г. вече свири мачове в Серия С. С бързи темпове той расте и започва да ръководи мачове от Серия Б. Колина дебютира в елитната яп на 15 февруари 1991 г. на мача „Верона“ - "Рома".
От 1995 г. попада в листата на ФИФА на международните арбитри. Първата международна среща, на която е съдия, е мачът Холандия — Германия, който се играе на 24 април 1996. Смятан е за един от най-добрите съдии в историята. Ръководи мачове на Олимпийските игри в Атланта през 1996 г. на световното първенство във Франция през 1998 г. и на европейските финали през 2000 г. и 2004 г. На него е поверен и финалът на световното първенство в Япония и Южна Корея през 2002 г. между Бразилия и Германия 2:0. Той свири финала за Шампионската лига през 1999 г. между „Манчестър Юнайтед“ и „Байерн Мюнхен“ 2:1.
Колина е печелил множество индивидуалии награди в съдийската си кариера. Асоциацията на италианските рефери му връчва „Премио Бернарди“ за най-добър новобранец през 1991 г. През 1997 г. го награждават с „Премио Датино“ за най-добър италиански международен рефер. След два сезона му е връчена и „Премио Мауро“ за №1 в Серия А. След тайно гласуване Асоциацията на италианските футболисти му връчва и Оскара за най-добър съдия през 1998, 1999, 2000 и 2003 г. От своя страна Международната федерация по футболна история и статистика (IFFHS) го избира за рефер №1 в света за последните пет години.
На световните финали през 2002 г. в Япония и Южна Корея, Колина става първият рефер рекламно лице. Той рекламираше танаяки (хапки от Октопод). Освен това се снима за спортния концерн „Адидас“ и има рекламен договор с „Опел“. Друго любопитно нещо е, че една от най-купуваната фланелка в света е тази с лика на Колина. По време на ЕВРО – 2004 г. получи почетна докторска степен от университета в Хъл (Англия). Признанието от престижното учебно заведение към италианеца е за принос към футбола.
Краят на съдийската му кариера е в края на сезона през 2005 г., когато става на 45 години и по правилника на ФИФА е длъжен да прекрати със съдийството. От Английската футболна федерация го търсят да стане съдия на Острова, където един арбитър се пенсионира на 47 години, но той галантно отказва.